# Eremophanes
Eremophanes is een kevergeslacht uit de familie van de boktorren (Cerambycidae). De wetenschappelijke naam van het geslacht werd voor het eerst geldig gepubliceerd in 1893 door Kolbe.

## Soorten
Eremophanes is monotypisch en omvat slechts de volgende soort:
- Eremophanes annulicornis Kolbe, 1893